# Мария Валуа (герцогиня Бурбона)
Мария Беррийская (фр. Marie de Berry; около 1375 — июнь 1434, Лион) — дочь Жана I Беррийского, прозванного «Великолепным» и Жанны д’Арманяк, герцогиня Оверни и графиня Монпансье с 1416. Известна также как Мария де Валуа (фр. Marie de Valois) и Мария Овернская (фр. Marie d’Auvergne).

## Биография
Дочь Жана Валуа, герцога Беррийского, и его жены Жанны д’Арманьяк.
29 марта 1386 вышла замуж за Луи III де Шатильона, который умер уже в 1391 г.
Через год, 27 января 1392, Мария де Берри вышла замуж за Филиппа Артуа, графа д'Э, коннетабля Франции. У них было четверо детей:
- Карл д'Артуа (1394—1472), граф д'Э
- Филипп (1395—1397)
- Бонна д’Артуа (1396—1425), ∞ 1) Филипп де Невер, граф Невера и Ретеля; 2) Филипп Добрый, герцог Бургундии
- Екатерина (ок.1397 — 1420), ∞ Жан де Бурбон, сеньор де Каранси.

Овдовев 16 июня 1397 г., 22 июня 1400 г. Мария де Берри вышла замуж за герцога Жана I Бурбонского. В этом браке родились:
- Карл I (1401—1456), герцог де Бурбон
- Луи (1403—1412), граф Форе
- Луи I (1406—1486), граф Монпансье.

После смерти отца унаследовала Герцогство Овернь и графство Монпансье (1416). В 1421-1427 регентша герцогства Бурбонского и графства Клермон (поскольку Жан I де Бурбон с 1415 года находился в английском плену).